# The High Road
The High Road ist das zweite Studioalbum der US-amerikanischen Sängerin und Schauspielerin JoJo, das am 17. Oktober 2006 in den Vereinigten Staaten veröffentlicht wurde und mit 108.000 verkauften CDs in der ersten Woche hinter Diddys Press Play und The Open Door von Evanescence auf Platz drei der US-Billboard-Top-200-Charts landete. Es wurde von den Labels DaFamily Entertainment und Blackground Records produziert und in Brasilien, Großbritannien, Mexiko, Skandinavien, Australien, Deutschland, Polen und Japan veröffentlicht.

## Produktion
Das Album wurde zwischen 2005 und 2006 in mehreren Aufnahmestudios in Los Angeles und New York produziert. Mit Josh Alexander, Beau Dozier, Sean Garrett, Vincent Herbert (auch Executive), Ryan Leslie, J. R. Rotem, Matthew Gerrard, Soulshock & Karlin, Stargate, Billy Steinberg, Peter Stengaard, Scott Storch, Swizz Beatz, Justin Trugman arbeiteten insgesamt 15 Produzenten an diesem Album. Es erschien im Oktober 2006.

## Singles

### Too Little Too Late
Die Single wurde am 12. September 2006 bei iTunes veröffentlicht und debütierte auf dem 90. Platz der Billboard-Top-200, wo sie in der fünften Woche den drittgrößten Sprung in der Geschichte Billboard auf Platz 66 schaffte. Es ist zudem JoJos erste und bisher einzige Single, die eine Top-10-Platzierung der Billboard-Top-100 erreicht hat.
2006 war Too Little Too Late der zehntmeist gekaufte Song und lag damit vor James Blunt und Mary J. Blige. Allein durch Downloadverkäufe stieg der Song auf Platz vier der britischen Charts ein. Der Song beinhalte neben Pop-, R&B- auch Country-Musik-Elemente.
Für die europäische und brasilianische Edition des Albums erschien Too Little Too Late auch als spanische Version.

### How to Touch a Girl
How to Touch a Girl ist die zweite Single der Sängerin für dieses Album, welches von Billy Steinberg, Josh Alexander und der Sängerin selbst geschrieben wurde. Es wurde von Blackground Records und Universal Music produziert und erschien am 14. November 2006.
Eine Diskussion über den Song entstand, weil der Titel zweideutig verstanden wurde. Manche Hörer des Albums meinten, dass der Song sexuell anzüglich ist, wobei die Sängerin den Titel als Metapher verwendet habe und es in diesem Song nicht um Geschlechtsverkehr, sondern um das Gewinnen des Herzens einer Frau geht.
Der Song erreichte Platz 67 der Billboard-Pop-Charts.

### Anything
Anything ist die dritte Singleauskopplung des Albums und wurde von Beau Dozier, Mischke Butler, Justin Trugman, David Paich und Jeff Porcaro geschrieben. Produziert wurde die Single ebenfalls von Blackground Records und Universal Music und wurde am 7. Mai 2007 veröffentlicht.
Der Song beinhaltet einen Sampler von Totos 1982 erschienenen Song Africa.
Dieser erreichte in den irischen Charts den 18. Platz, in den europäischen Charts den 57. Platz, in den britischen Charts einen 21. Platz und belegte in den US-Mainstream-Top-40-Charts den 38. Platz.

## Titelliste
- 1. This Time – 3:28
- 2. The Way You Do Me – 3:13
- 3. Too Little Too Late – 3:41
- 4. The High Road – 3:50
- 5. Anything – 3:49 (beinhaltet ein Sample von Toto’s Africa)
- 6. Like That (Corey Williams, Ryan Leslie) – 3:48
- 7. Good Ol’ – 4:08
- 8. Coming for You – 3:30
- 9. Let It Rain – 3:47
- 10. Exceptional – 3:43
- 11. How to Touch a Girl – 4:27
- 12. Note to God – 4:27

### Bonustracks

#### iTunes-Editions
- 13. Do Whatcha Gotta Do – 4:29
- 14. I Can Take You There – 4:52
- 15. Too Little Too Late (Spanish Version) – 3:41
- 16. Digital Booklet — The High Road

#### Wall Mart-Edition
- 13. Get It Poppin’ (Emile Ghantous, Erik Nelson) – 3:41

#### Best Buy Edition
- 13. I Can Take You There – 4:52

#### Britische Edition
- 13. Do Whatcha Gotta Do – 4:29
- 14. I Can Take You There – 4:52
- 15. Leave (Get Out) (Soulshock, Karlin, Cantrell, Philip "Silky" White) – 4:02

### Europäische und Brasilianische Edition
- 13. Do Whatcha Gotta Do – 4:29
- 14. I Can Take You There – 4:52
- 15. Too Little Too Late (Spanische Version) – 3:41

#### Japanische Edition
- 13. Do Whatcha Gotta Do – 4:29
- 14. I Can Take You There – 4:52
- 15. Too Little Too Late (Spanish Version) – 3:41
- 16. Get It Poppin’ – 3:41

## Kommerzieller Erfolg

### Chartplatzierungen
| ChartsChartplatzierungen       | Höchstplatzierung | Wochen |
| ------------------------------ | ----------------- | ------ |
| Schweiz (IFPI)                 | 96 (1 Wo.)        | 1      |
| Vereinigte Staaten (Billboard) | 3 (18 Wo.)        | 18     |
| Vereinigtes Königreich (OCC)   | 24 (15 Wo.)       | 15     |

| ChartsJahrescharts (2007)      | Platzierung |
| ------------------------------ | ----------- |
| Vereinigte Staaten (Billboard) | 166         |

### Auszeichnungen für Musikverkäufe
In Kanada, den USA und in Großbritannien erreichte das Album jeweils den Goldstatus.
| Land/Region                  | Auszeichnungen für Musikverkäufe (Land/Region, Auszeichnung, Verkäufe) | Verkäufe |
| ---------------------------- | ---------------------------------------------------------------------- | -------- |
| Kanada (MC)                  | Gold                                                                   | 50.000   |
| Vereinigte Staaten (RIAA)    | Gold                                                                   | 500.000  |
| Vereinigtes Königreich (BPI) | Gold                                                                   | 100.000  |
| Insgesamt                    | 3× Gold ·                                                              | 650.000  |